# Anysberg Nature Reserve
Das Anysberg Nature Reserve (deutsch Naturschutzgebiet Anysberg) liegt zwischen den Städten Ladismith und Laingsburg in der Halbwüstenlandschaft der Kleinen Karoo in der Provinz Westkap in Südafrika.

## Fauna und Flora
Das Anysberg Nature Reserve ist reich an Sukkulenten, wie
- Crassula columnaris und Crassula umbellata
- Euphorbia mauritanica
- Gibbaeum pubescens
- Haworthia cymbiformis
- Othonna carnosa

Neben den buschbestandenen Karoo-Flächen findet man in den zum Nature Reserve gehörenden Anysberg Mountains auch ausgedehnte Fynbos-Flächen und Protea-Bestände.
An größeren Säugetieren findet man Spießbock, Elenantilope und Kudu. Bisher wurden dort mehr als 160 Vogelarten gezählt.
An Reptilien und Amphibien werden 52 Arten/Unterarten berichtet, darin enthalten fünf Schildkrötenarten, 27 Eidechsenarten und 14 Schlangenarten.

## Klima
In den Sommermonaten wird es recht heiß, über 45 °C sind möglich.

## Geschichte
Gegründet wurde das Anysberg Nature Reserve im Jahre 1988. Zwischen 1996 und 2001 wurde durch Zukäufe durch den WWF und den Leslie Hill Succulent Trust das Gebiet auf jetzt 62.500 Hektar vergrößert.

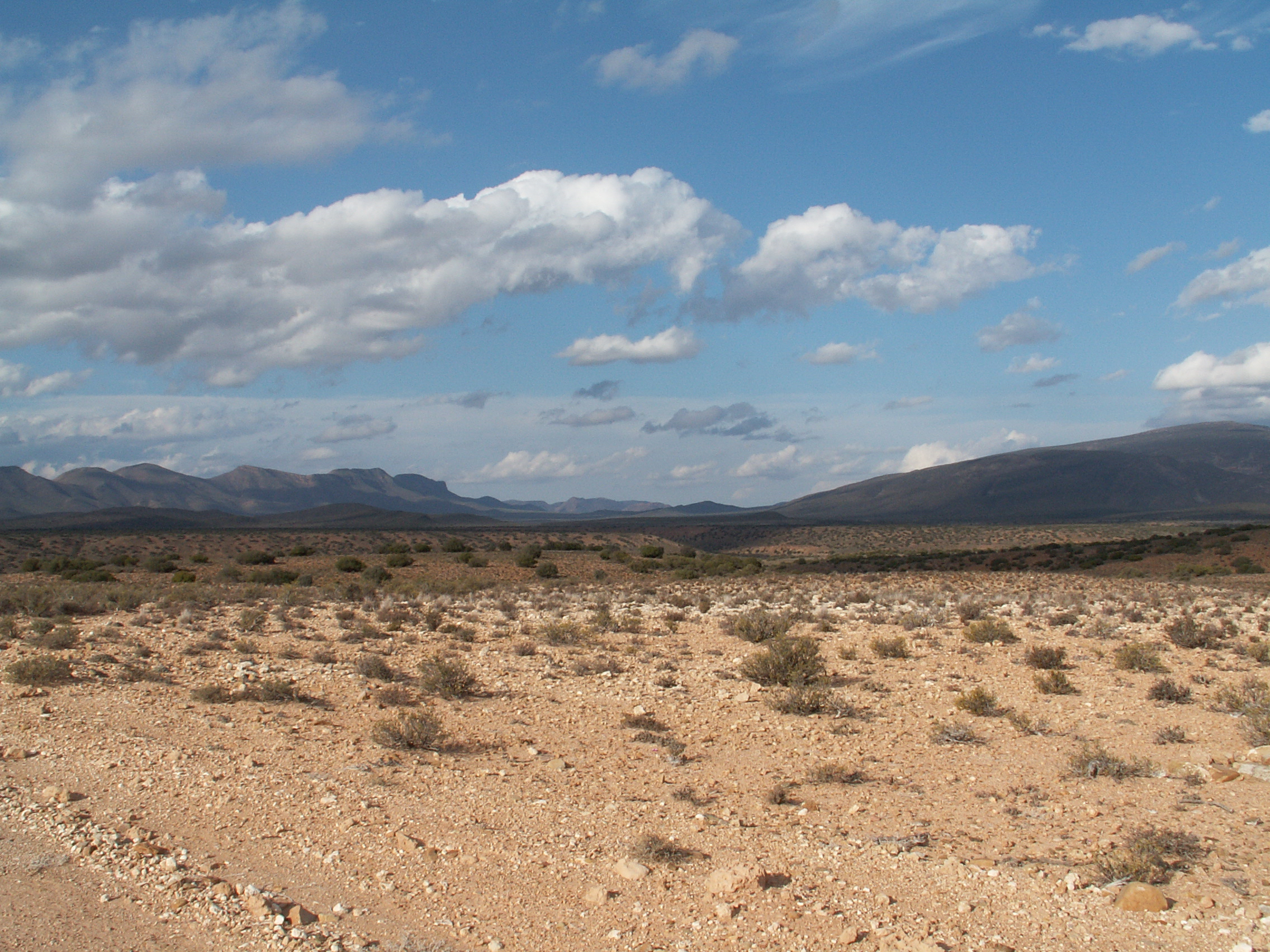
Landschaft im Naturschutzgebiet
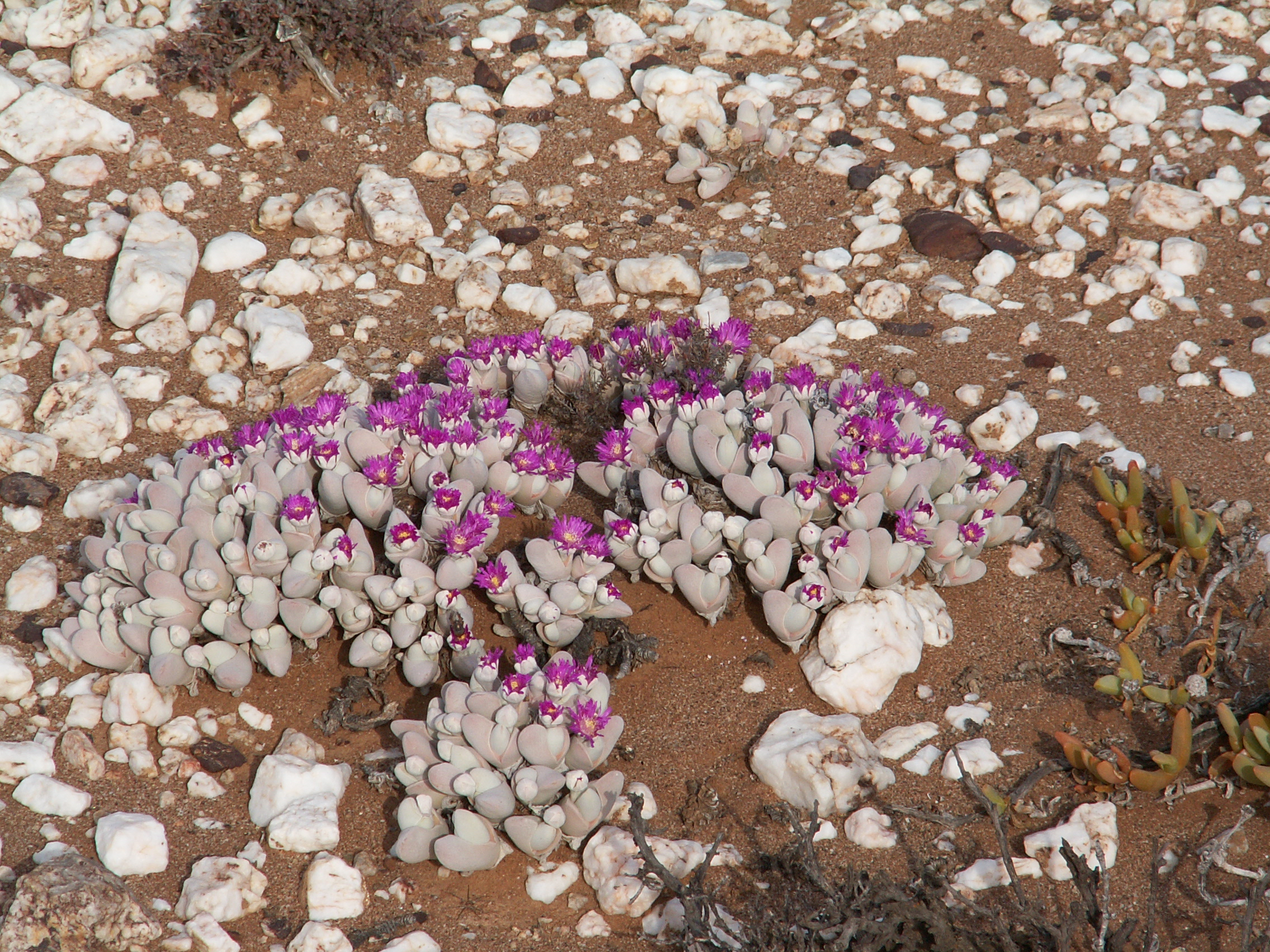
Sukkulenten Gibbaeum pubescens
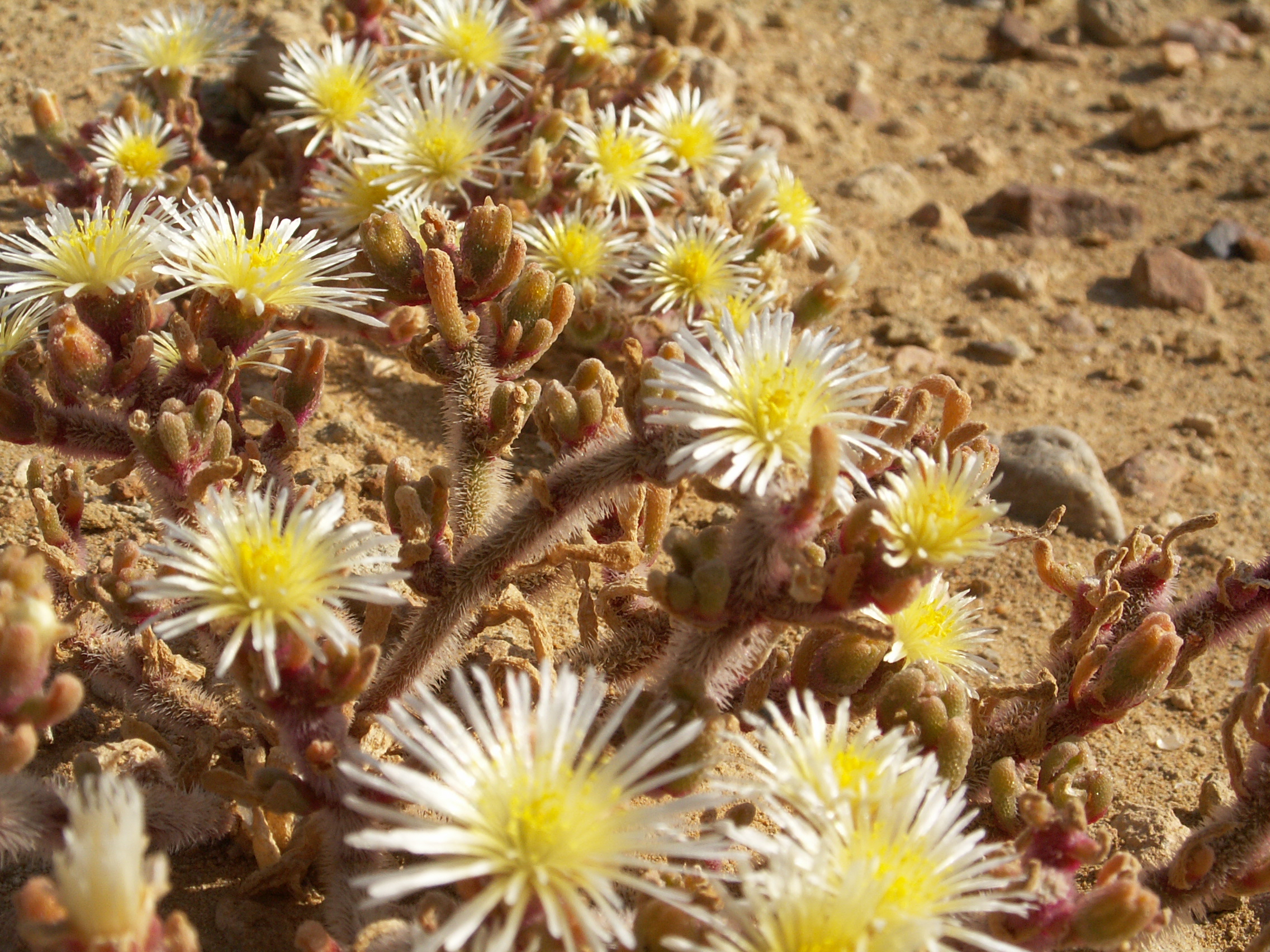
Sukkulenten
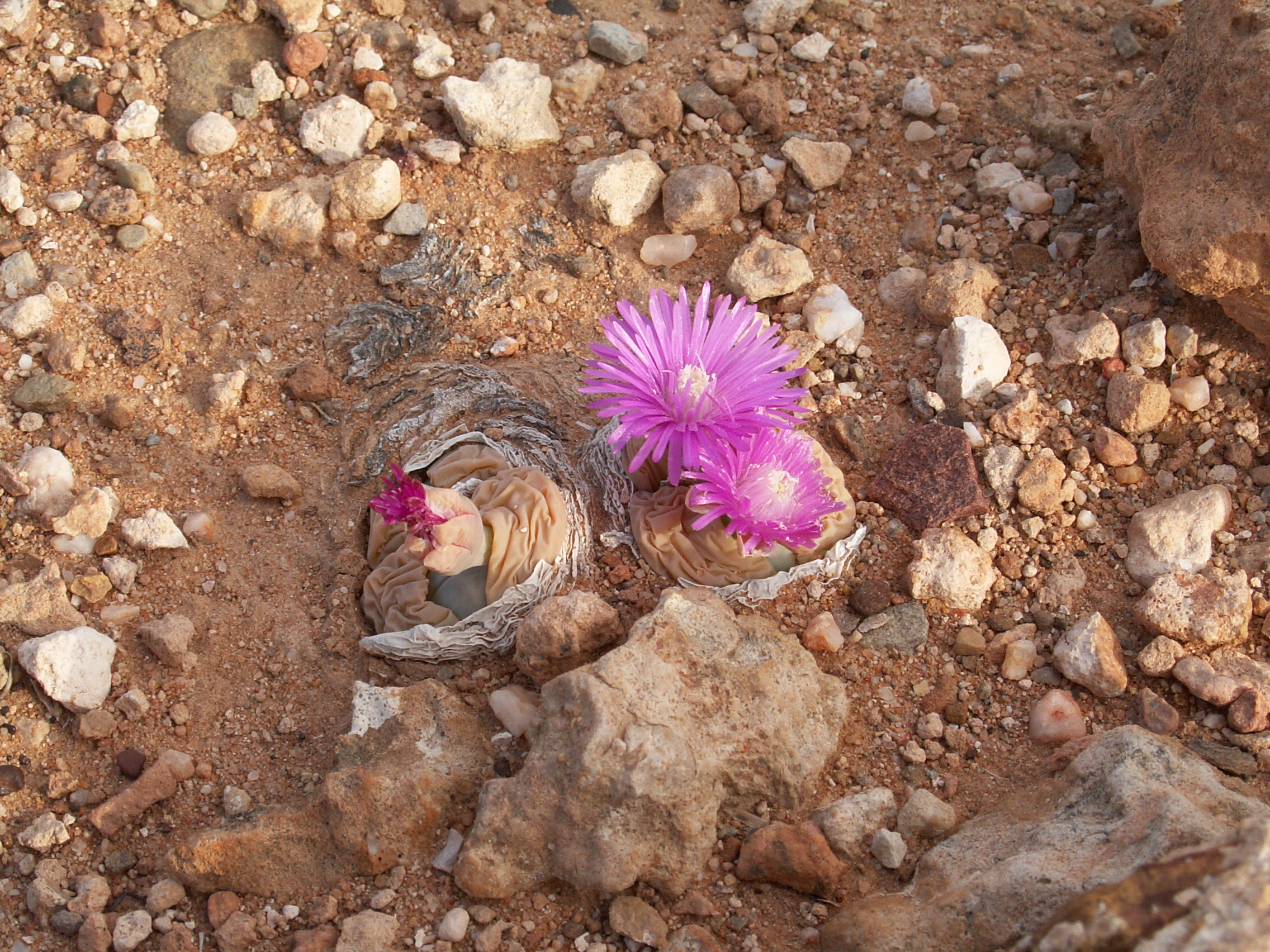
Sukkulenten